# Daniel Esteves
Daniel Esteves é um roterista, editor e professor de história em quadrinhos brasileiro.

## Biografia
Formado no curso técnico de Desenho de Comunicação e graduado em História pela USP, Daniel Esteves fundou a editora independente Zapata Edições e o curso HQ em Foco, dedicado ao ensino de temas relacionados às histórias em quadrinhos, além de ter sido membro dos coletivos Petisco e Quarto Mundo. Também já escreveu roteiros para coletâneas como Front, Quadreca, Garagem Hermética, Café Espacial, entre outras.
A primeira história de quadrinhos de Esteves a ter maior destaque foi a série Nanquim Descartável, publicada entre 2007 e 2012. Foram cerca de 250 páginas escritas por ele e com desenhos de diversos artistas, tais como Wanderson de Souza, Wagner de Souza, Alex Rodrigues (responsáveis pelo visual das personagens), Mario Cau, Júlio Brilha, Mário César, Fred Hildebrand, entre outros.
Nanquim Descartável apresentava o coitidiano de três amigos quadrinistas: Ju, Sandra e Tuba. Embora tenha sido planejada como uma série, cada edição trazia histórias fechadas. A série ganhou o Troféu HQ Mix de melhor publicação independente de autor em 2009 e 2010.
Em 2013, Esteves lançou o primeiro volume da série São Paulo dos Mortos, que mostra um futuro próximo pós-apocaliptico no qual o mundo foi tomado por zumbis. A trama, ambientada em São Paulo, tem a participação de diversos desenhistas, como Al Stefano, Alex Rodrigues, Jozz, Ibraim Roberson, Lucas Perdomo, Laudo Ferreira, Omar Viñole, Samuel Bono, entre outros. Todos os volumes foram viabilizados por financiamento coletivo através da plataforma Catarse e o terceiro volume ganhou o 29º Troféu HQ Mix como  melhor publicação independente de grupo
Em 2019, Esteves lançou o romance gráfico Último Assalto, com desenhos de Alex Rodrigues. O livro, que foi indicado no ano seguinte ao Prêmio Jabuti de melhor história em quadrinhos, conta a história de Kevin Silva, um garoto negro e pobre que tenta reconstruir sua vida no boxe após sair da Fundação CASA, mas que precisa encarar obstáculos como preconceito, subemprego e a necessidade de sobreviver.

## Prêmios
- 19º Troféu HQ Mix de roteirista revelação (2007)[15]
- 21º Troféu HQ Mix de melhor publicação independente de autor, por Nanquim Descartável (2009)[7]
- 25º Prêmio Angelo Agostini de melhor roteirista (2009)[16]
- 5º Prêmio DB Artes de melhor roteirista independente (2009)[17]
- 22º Troféu HQ Mix de melhor publicação independente de autor, por Nanquim Descartável (2010)[8]
- 28º Prêmio Angelo Agostini de melhor roteirista (2012)[18]
- 24º Troféu HQ Mix de melhor publicação independente edição única, por O Louco, a Caixa e o Homem (2012)[19]
- 25º Troféu HQ Mix de melhor publicação independente edição única, por KM Blues (2013)[20]
- 29º Troféu HQ Mix de melhor publicação independente de grupo, por São Paulo dos Mortos - Volume 3 (2017)[11]
- 32º Troféu HQ Mix de melhor roteirista nacional e melhor publicação independente edição única, por Último Assalto (2020)[21]